# .50 Action Express
El .50 Action Express (.50 AE), 12,7 x 33 según el sistema métrico, es un cartucho de gran calibre para pistola desarrollado en 1988 por Evan Whildin de Action Arms. Es uno de los cartuchos más potentes producidos y uno de los más poderosos cartuchos de pistola en producción.

## Descripción

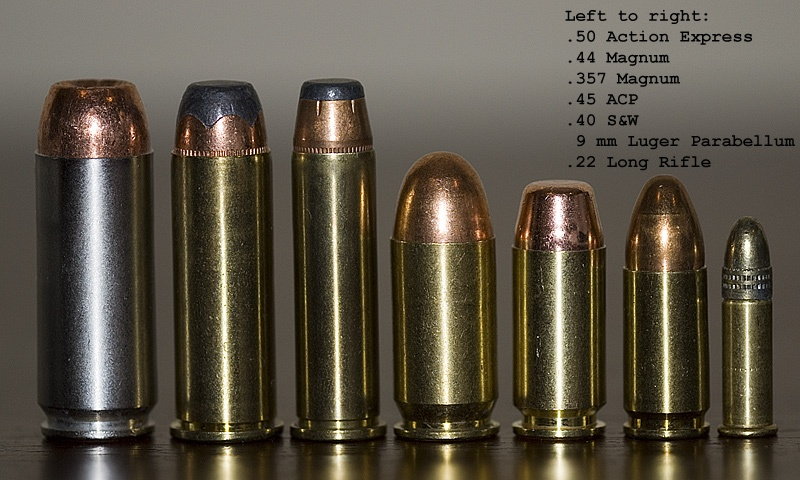
Comparación de diferentes tipos de cartuchos de pistola. De izquierda a derecha: .50 AE, .44 Magnum, .357 Magnum, .45 ACP, ..40 S&W, 9mm Parabellum y .22 LR.

La Magnum Research Desert Eagle fue la primera pistola semiautomática que empleó el .50 AE. El actual cartucho tiene 13,99 mm de diámetro en la base, con culote rebatido. El diámetro del culote del .50 AE es el mismo del cartucho .44 Magnum. Una Desert Eagle Mark XIX que dispara el .50 AE puede ser modificada a .44 Magnum cambiando solamente el cañón y el cargador. Las pistolas Mark VII en .357 y .44 Magnum tienen el armazón más pequeño y no pueden ser convertidas a .50 AE sin el cambio de la corredera y otras piezas en la fábrica. Cualquier Mark XIX puede ser convertida a 50. AE, pero el modelo .357 Magnum requiere un nuevo cerrojo, cañón y cargador.
La introducción del .50 AE en Estados Unidos tuvo un comienzo difícil. Según las leyes estatales de Estados Unidos sobre las armas de fuego no deportivas, no pueden ser de calibre mayor a 12,7 mm (medido entre campos) para cumplir con las regulaciones del Título 1. El calibre original del .50 AE era de 12,7 mm con un estriado convencional, pero el cambio a un estriado poligonal en las pistolas Desert Eagle de serie las convirtió en aparatos destructivos según las regulaciones de la Agencia de Alcohol, Tabaco, Armas de Fuego y Explosivos (Bureau of Alcohol, Tobacco, Firearms and Explosives, BATFE). El diámetro nominal de la bala fue reducido al actual 12,7 mm (0,5"), en lugar del original de 12,95 mm (0,512). Por esta razón la vaina es cónica.

## Desempeño
El cartucho .50 AE está comúnmente disponible a través de las empresas CCI Ammunition, Speer e IMI, siendo los cartuchos de esta última importados a Estados Unidos por Magnum Research bajo la marca "Samson Ultra". Disparada con una Desert Eagle estándar con cañón de 150 mm, el cartucho de Speer con bala de 19,4 g produce una velocidad inicial superior a 450 m/s, dando una energía inicial de más de 210 kgm (2000 julios). Disparada con un cañón de 25 cm, la misma carga produce una velocidad inicial de más de 485 m/s, dando una energía de casi 250 kgm (2400 julios).
El retroceso de una pistola Desert Eagle .50 AE es fuerte, aunque solo un poco mayor que el del .44 Magnum, debido a que los mecanismos de recarga y el peso de la pistola reducen algo el retroceso. Otras armas que disparan el .50 AE son la AMT AutoMag V, LAR Grizzly Win Mag y la Freedom Arms modelo 555.

## Características

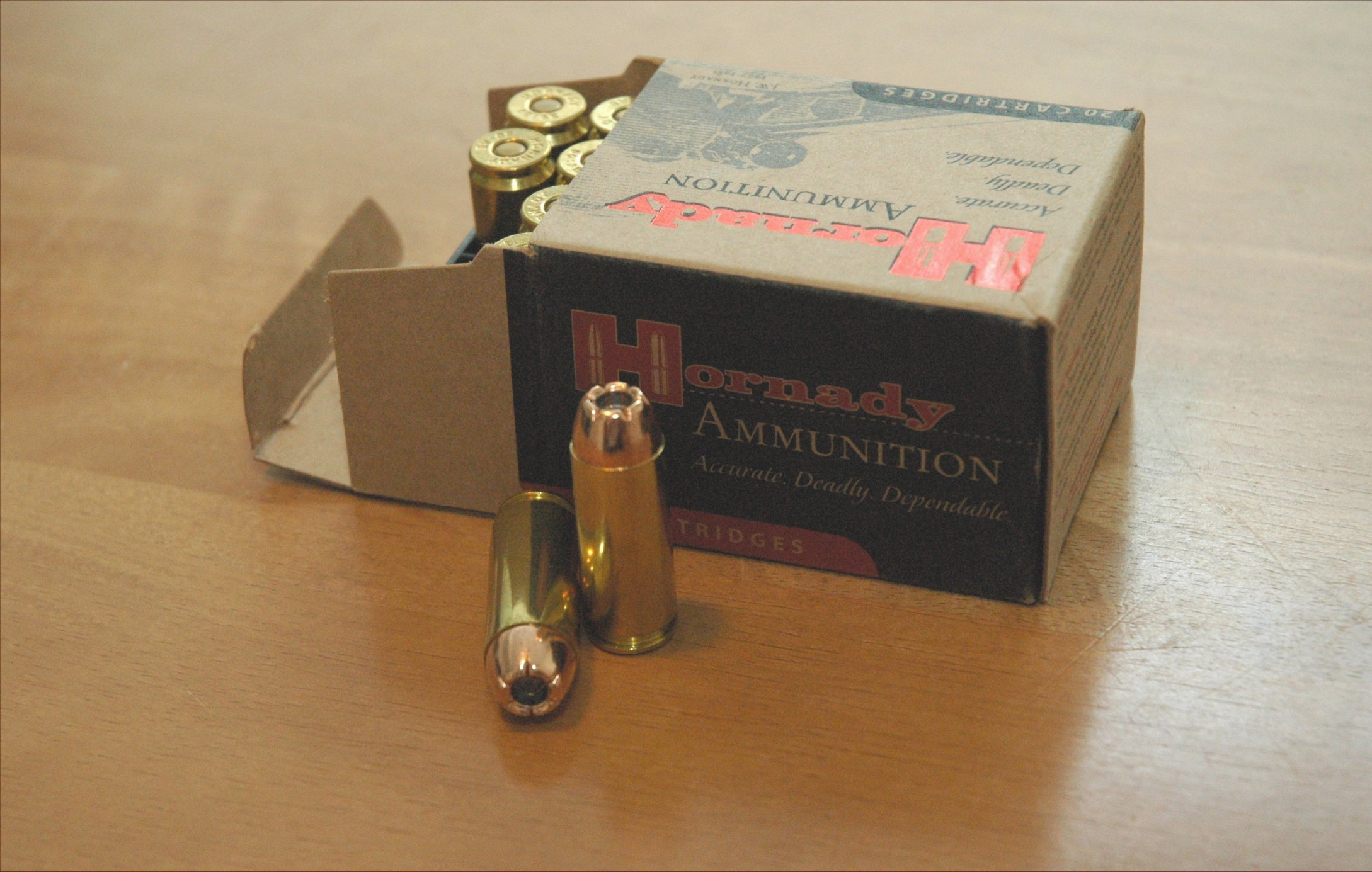
Caja de cartuchos Hornady .50 AE, con balas de 19,4 g.

La SAAMI especifica una presión de recámara de 248 MPa para el .50 AE. Las cargas propulsoras de fábrica disponibles pueden producir casi 2440 J de energía inicial. Actualmente, solo IMI (Samson), Speer/CCI, y Hornady fabrican este cartucho Starline produce casquillos sin cápsula fulminante. Las balas estas disponibles a través de varios fabricantes. Muchas balas diseñadas para el .500 S&W Magnum son demasiado largas para ser usadas en pistolas semiautomáticas que disparan el .50 AE.

## Usos
Al igual que otros cartuchos de armas de tal magnitud, el principal uso del .50 AE es el tiro a siluetas metálicas y la caza mayor y mediana. Sin embargo, al igual que el .44 Magnum, el .454 Casull, el .460 S&W Magnum y el .500 S&W Magnum, es apropiado para la defensa contra grandes predadores, como los osos.